# Чіпширинська-2 (печера)
Печера Чіпширинська-2 розташована в  Абхазії,  Гудаутському районі, на Південному схилі  Бзибського масиву. Протяжність 480 м, проективна довжина 150 м, глибина −140 м, площа 210 м², об'єм 8300 м³.

## Складнощі проходження печери
Категорія складності 2Б.

## Опис печери
Шахта являє собою систему з декількох вертикальних труб і основного (115 м) колодязя. Колодязь щелиновидний, на дні осип. Далі йде вузький хід, що приводить до 16-метрового колодязя з озером на дні. У південно-західному напрямку хід має п'ять важкопрохідних звужень. На глибині −130 м хід робить різкий поворот і перетворюється на вузьку вертикальну щілину, яка на глибині −140 м стає непрохідною.
Закладена в нижньокрейдових вапняках.

## Історія дослідження
Відкрито і досліджено в 1975 році експедицією томських спелеологів (керівник В. Л. Лерінман).